# Halil Jaganjac
Halil Jaganjac (ur. 22 czerwca 1998 w Rijece) – chorwacki piłkarz ręczny, lewy rozgrywający, od 2018 zawodnik RK Našice.

## Kariera klubowa
Piłkę ręczną zaczął trenować na fali popularności tego sportu przed mistrzostwami świata w Chorwacji w 2009. Początkowo występował w RK Matulji, następnie był zawodnikiem MRK Kozala. W sezonie 2016/2017 występował w PSG II. W 2017 przeszedł do Metalurga Skopje. W sezonie 2017/2018, w którym rozegrał 18 meczów i zdobył 100 goli, został królem strzelców Ligi SEHA. Ponadto w sezonie 2017/2018 wystąpił w 10 spotkaniach Ligi Mistrzów i rzucił 52 bramki.
W październiku 2018, w związku z problemami finansowymi Metalurga, przeszedł do RK Našice. Według niektórych macedońskich mediów chorwacki klub zapłacił za jego transfer 120 tys. euro. Będąc zawodnikiem RK Našice, oprócz gry w lidze chorwackiej, występował także w Lidze SEHA, Pucharze EHF i powstałej w jego miejsce Lidze Europejskiej. W sezonie 2020/2021 rozegrał w Lidze Europejskiej 14 meczów i zdobył 80 goli.
W lipcu 2022 zostanie zawodnikiem Vive Kielce, z którym podpisał czteroletni kontrakt (transfer ogłoszono w październiku 2021). Jednocześnie w lipcu 2022 zostanie wypożyczony na trzy lata do Rhein-Neckar Löwen.

## Kariera reprezentacyjna
W 2016 wraz reprezentacją Chorwacji U-18 zdobył srebrny medal mistrzostw Europy U-18 – podczas turnieju, który odbył się w Chorwacji, rozegrał siedem meczów i rzucił 32 bramki, w tym dziewięć w przegranym spotkaniu finałowym z Francją U-18 (38:40). W 2017 uczestniczył w mistrzostwach świata U-19 w Gruzji, w których wystąpił w dziewięciu spotkaniach i zdobył 20 goli. W 2018 wystąpił w mistrzostwach Europy U-20 w Słowenii. W 2019 wraz z reprezentacją Chorwacji U-21 zdobył srebrny medal mistrzostw świata U-21 (podczas turnieju w Hiszpanii rozegrał dziewięć meczów i rzucił 36 bramek).
W reprezentacji Chorwacji zadebiutował 26 października 2017 w meczu ze Słowenią (26:26). Podczas mistrzostw Europy w Chorwacji (2018) zastąpił w kadrze Jakova Gojuna na mecz o 5. miejsce z Czechami (28:27). 5 kwietnia 2018 w spotkaniu ze Szwecją (25:32) zdobył swoją pierwszą bramkę dla reprezentacji. W 2018 wraz z reprezentacją Chorwacji wywalczył złoty medal igrzysk śródziemnomorskich. W 2021 uczestniczył w mistrzostwach świata w Egipcie, podczas których wystąpił w pięciu meczach i rzucił pięć bramek.

## Sukcesy
Chorwacja U-18
- 2. miejsce w mistrzostwach Europy U-18: 2016

Chorwacja U-21
- 2. miejsce w mistrzostwach świata U-21: 2019

Chorwacja
- 1. miejsce w igrzyskach śródziemnomorskich: 2018

Indywidualne
- Król strzelców Ligi SEHA: 2017/2018 (Metalurg Skopje; 100 bramek)